# Citroën Xantia
Citroën Xantia är en bilmodell som lanserades i slutet av 1992 av bilföretaget Citroën som en efterträdare till Citroën BX. Den kom till Sverige som 1994 års modell och tillverkades till och med årsmodell 2001.
Grundtekniken delas med Peugeot 406, med undantag för fjädringen som är av Citroëns berömda gashydrauliska (oljepneumatiska) typ. Vissa utrustningsnivåer försågs dessutom med en ny version av XM:s Hydractive-system för att vid behov tillfälligt försätta fjädringen i ett styvare "sportläge"; Hydractive 2.
Karossen fanns de första tre åren enbart som kombi-kupé (Berline) och sedan 1995 även som kombi (Break).
Under modellåret 1994 flyttades Citroënmärkets placering från motorhuven till kylargrillen. Under modellåret 1998 ("98B") uppdaterades modellen till fas 2, utseendet ändrades med ny front som tydligast yttre kännetecken, där en mer rundad grill nu bildade en enhet med motorhuven. Krocksäkerheten förbättrades med starkare kaross och fler krockkuddar.
I Sverige fanns vid introduktionen följande motoralternativ; 1,8 101 hk, 2,0 121 hk, 2,0 16V 150 hk, samt en 1,9-liters dieselmotor med eller utan turbo. Utomlands erbjöds bensinmotorn även i en 1,6-litersmodell med 88 hk.
1995 kom sedan 1,8-litersmotorn med 16-ventilsteknik och gav då 110 hk. 2,0 16v 150 hk utgick till förmån för en ny 2,0 16v på 132 hk och en 2,0 8v med lättrycksturbo (TCT, turbo constant torque) på 147 hk tillkom. Dieselutbudet utökades med en 2,1-liters turbodieselmotor på 109 hk.
Med fas 2 införs en 3,0 24V V6-motor på 190 hk. Dessutom infördes en 2-liters turbodieselmotor med direktinsprutning (HDi) i två varianter med 90 eller 110 hk.
1995 presenterades Xantia Activa med en utveckling av Citroëns gashydrauliska fjädring. Activa-systemet arbetar aktivt mot krängning, vilket medför att bilens krängningstendenser vid hård kurvtagning är nästintill obefintliga. Denna effekt avspeglas tydligt i tidskriften Teknikens Världs undanmanöverprov, det välkända s.k. älgtestet, där Xantia Activa V6 ännu (2022) står obesegrad - även av utpräglade sportbilar som McLaren 675LT och Porsche 997 GT3 RS.
Xantia ersattes 2001 av den nya modellen C5.
Xantia var den sista Citroënmodellen som använde ett gemensamt hydrauliksystem för fjädring, bromsar och styrning. Den var också den sista Citroënmodellen i vilken LHM tjänade som hydraulikolja.

## Motoralternativ
| Modell         | Årsmodell | Motor                   | Cylindervolym | Effekt | Vridmoment | Bränslesystem             |
| -------------- | --------- | ----------------------- | ------------- | ------ | ---------- | ------------------------- |
| 1.6 i          | 1994–1997 | 4-cyl radmotor SOHC 8V  | 1580 cm³      | 88 hk  | 130 Nm     | Bränsleinsprutning        |
| 1.8 i          | 1993–1995 | 4-cyl radmotor SOHC 8V  | 1762 cm³      | 101 hk | 153 Nm     | Bränsleinsprutning        |
| 1.8 i          | 1998–2001 | 4-cyl radmotor SOHC 8V  | 1762 cm³      | 90 hk  | 147 Nm     | Bränsleinsprutning        |
| 1.8 i 16V      | 1996–2001 | 4-cyl radmotor DOHC 16V | 1762 cm³      | 110 hk | 155 Nm     | Bränsleinsprutning        |
| 2.0 i          | 1993–1998 | 4-cyl radmotor SOHC 8V  | 1998 cm³      | 121 hk | 176 Nm     | Bränsleinsprutning        |
| 2.0 i 16V      | 1993–1995 | 4-cyl radmotor DOHC 16V | 1998 cm³      | 150 hk | 183 Nm     | Bränsleinsprutning        |
| 2.0 i 16V      | 1996–2001 | 4-cyl radmotor DOHC 16V | 1998 cm³      | 132 hk | 180 Nm     | Bränsleinsprutning        |
| 2.0 i Turbo CT | 1996–2001 | 4-cyl radmotor SOHC 8V  | 1998 cm³      | 147 hk | 235 Nm     | Bränsleinsprutning, turbo |
| 3.0 i V6       | 1998–2001 | V6-motor DOHC 24V       | 2946 cm³      | 190 hk | 267 Nm     | Bränsleinsprutning        |
| 1.9 D          | 1994–1995 | 4-cyl radmotor SOHC 8V  | 1905 cm³      | 69 hk  | 120 Nm     | Sugdiesel                 |
| 1.9 SD         | 1996–2001 | 4-cyl radmotor SOHC 8V  | 1905 cm³      | 75 hk  | 135 Nm     | Turbodiesel               |
| 1.9 Turbo D    | 1994–2001 | 4-cyl radmotor SOHC 8V  | 1905 cm³      | 90 hk  | 196 Nm     | Turbodiesel               |
| 2.0 HDi        | 1999–2001 | 4-cyl radmotor SOHC 8V  | 1997 cm³      | 90 hk  | 205 Nm     | Turbodiesel               |
| 2.0 HDi        | 1999–2001 | 4-cyl radmotor SOHC 8V  | 1997 cm³      | 109 hk | 250 Nm     | Turbodiesel               |
| 2.1 Turbo D12  | 1996–1998 | 4-cyl radmotor SOHC 12V | 2088 cm³      | 109 hk | 250 Nm     | Turbodiesel               |